# موذروس
موذروس (1935 - 2005)، هو فنان مغني من الريف - شمال المغرب، يعتبر من رواد الأغنية الريفية. 

## حياته
الفنان مذروس، واسمه الحقيقي نجيم محمد بن احساين بن علي بن زيان، والدته فاطمة اليعقوبي، من مواليد دوار إحضرِيًّا، جماعة تيزي وسلي، في إقليم تازة، سنة 1935،  من عائلة تتكون من خمسة إخوة، على غرار باقي أبناء دواره، التحق مبكرا بالمسجد لتعلم القراءة والكتابة، وحفظ القرآن، حيث كان بارعا في ذلك، اشتغل “فقيها” أو ما يعرف: الشرط بإحدى مساجد “عين زورة” بالريف الشرقي لأيام معدودات. هاجر بعدها إلى الجزائر، إسوة بباقي أبناء الريف، خلال المرحلة الاستعمارية، بحثا عن الرزق سنة 1948. وهناك ازداد عشقه وحبه الفطري للغناء، حيث تعرف على العديد من الفنانين الجزائريين أمثال: الشيخ حمادة، عبد المولى، رابح درايسية، نورة، صاحبة الأغنية الشهيرة وسط شباب المرحلة “يا ابن سيدي يا خويا” التي أعاد غناءها بالريفية “أميس نسيذي يا يوما بد صنثاي” ودحمان الحراش وغيرهم.
رحل الفنان موذروس مخلفا وراءه أزيد من «52 أغنية تؤرخ لهذا الفن ـ الأغنية الريفية ـ منذ نهاية الخمسينات وبداية الستينات من القرن الماضي... وجلها مؤداة رفقة عذارى وفتيات تيزي وسلي ومنطقة اكزناية وآيث ورياغل وآيث توزين... في مقدمتهن الفنانة المرحومة فاظمة العباس وبعدها ثريثماس و يامنة الخماري وغيرهن كثيرات... أغانٍ ظلت سجينة أدراج الإذاعة بدار البريهي/ الرباط دون أن يتجرأ أحد التساؤل عن مصيرها.
كان متزوجا من ثلاثة نساء، رزق منهن 19 ولدا، 10 ذكور و9 إناث،

## وفاته
توفي يوم الإثنين 12 سبتمبر 2005 بمدينة القنيطرة وبها دفن.